# Paris Blues
Paris Blues è un film del 1961 diretto da Martin Ritt.

## Trama
Due giovani turiste americane, che viaggiano in bassa stagione, giungono a Parigi e alla stazione conoscono un noto musicista. La stessa sera vanno a sentirlo nel locale dove si esibisce. Entrambe vivono poi nella capitale francese una relazione sentimentale con due musicisti del locale.